# Dan Smith
Daniel Bennett Smith (sinh ngày 6 tháng 3 năm 1956) là một nhà ngoại giao người Mỹ, hiện giữ chức vụ Giám đốc Viện Dịch vụ Đối ngoại Hoa Kỳ và từng là Quyền Bộ trưởng Ngoại giao Hoa Kỳ. Ông từng là Trợ lý Ngoại trưởng về Tình báo và Nghiên cứu tại Bộ Ngoại giao Hoa Kỳ. Ông được cộng đồng ngoại giao Hoa Kỳ coi là một nhà ngoại giao kỳ cựu.
Sau lễ nhậm chức của Joe Biden và việc Mike Pompeo từ chức vào trưa ngày 20 tháng 1, Smith được bổ nhiệm làm Quyền Ngoại trưởng tạm thời trong thời gian chờ Thượng viện phê chuẩn tân Ngoại trưởng Antony Blinken.